# Microserangium shikokense
Microserangium shikokense is een keversoort uit de familie lieveheersbeestjes (Coccinellidae). De wetenschappelijke naam van de soort is voor het eerst geldig gepubliceerd in 1961 door Miyatake.